# Bom Jardim da Serra
Bom Jardim da Serra is een gemeente in de Braziliaanse deelstaat Santa Catarina. De gemeente telt 4.383 inwoners (schatting 2009).

## Aangrenzende gemeenten
De gemeente grenst aan Lauro Müller, Nova Veneza, Orleans, São Joaquim, Siderópolis, Treviso, Urubici en São José dos Ausentes (RS).